# Elis Göth
Hans Elis Abraham Göth, född 16 september 1905 i Karlshamn, död 15 juli 1984, var en svensk civilingenjör och företagsledare inom Pharmacia.
Göth tog 1928 civilingenjörsexamen vid Kungliga Tekniska högskolan och var inledningsvis verksam inom bränsle- och energiområdet, från 1928 som anställd vid Industrikemiska AB och från 1934 som sekreterare och 1:e ingenjör vid Svenska gasverksföreningen. 1930 belönades han med Polhemspriset tillsammans med Erik Öman för "Luft-Ånga, teoretisk studie" och 1939 gav han ut boken Gas, kol och koks. Därefter arbetade han inom läkemedelsindustrin.
Göth var verkställande direktör för Pharmacia 1940–1965. Det var under Göths VD-tid som företaget, som då fanns i Stockholm, 1943 kontaktades av uppsalaforskarna Björn Ingelman och Anders Grönwall från Arne Tiselius biokemiska institution, som upptäckt att polysackariden dextran kunde användas som blodersättningsmedel. Göth nappade på idén och fyra år senare lanserade Pharmacia produkten Macrodex baserad på denna upptäckt. Detta blev början på ett långvarigt samarbete mellan Pharmacia och denna institution i Uppsala. 1950 flyttade Pharmacia från Stockholm till Uppsala för att komma närmare sina akademiska samarbetspartners.
I samband med Pharmacias flytt till Uppsala lät Elis Göth bygga den uppmärksammade Villa Göth, som ritades av hans systerson Lennart Holm och Bengt Edman. 1 januari 1966 efterträddes Göth som VD av Gösta Virding.
Göth invaldes 1960 som ledamot av Kungliga Vetenskaps-Societeten i Uppsala och 1966 som ledamot av Ingenjörsvetenskapsakademien.